# Plaza Inmigrantes de Armenia
La Plaza Inmigrantes de Armenia, o simplemente conocida como Plaza Armenia, es una plaza ubicada en el barrio de Palermo de la Ciudad Autónoma de Buenos Aires, Argentina.

## Reseña histórica
En el año 2014 la legislatura porteña decide de forma unánime renombrar oficialmente a la Plaza Palermo Viejo como Plaza Inmigrantes de Armenia. Cabe destacar que anterior a esto, la plaza ya era conocida popularmente como Plaza Armenia, ya que destaca la presencia de la comunidad armenia en la zona.[cita requerida]